# 田種首子
田種首子（?—?），《史记》作種首，战国时期田齐人物，在齐威王属下担任大臣。
田種首子由邹忌推荐给齐威王，让他治理即墨，用他防备盗贼，而道不拾遗。后来齐威王二年（前355年，《史记》作二十四年），齐威王和魏惠王会猎。齐威王说自己国家的国宝是檀子、朌子、黔夫、種首四人。